# Wereldkampioenschappen zeilwagenrijden 2000
De wereldkampioenschappen zeilwagenrijden 2000 waren door de Internationale Vereniging voor Zeilwagensport (FISLY) georganiseerde kampioenschappen voor zeilwagenracers. De 7e editie van de wereldkampioenschappen vond plaats in het Nederlandse Terschelling en het Franse Portbail. Het was tevens de 38e editie van het Europese kampioenschappen.

## Uitslagen
| klasse       | Goud                 | Zilver           | Brons                 |
| Terschelling | Terschelling         | Terschelling     | Terschelling          |
| ------------ | -------------------- | ---------------- | --------------------- |
| Standart     | Damien Telle         | Colin Palmer     | Sylvain Lebaillif     |
| Klasse 2     | Jean Marc Grimonpont | Didier Gervais   | Jean-Claude Morel     |
| Klasse 3     | Bertrand Lambert     | Gabriel Valat    | Hans-Werner Eickstädt |
| Klasse 5     | Michel Jacq          | Brice Petit      | Aurélien Morandière   |
| Portbail     |                      |                  |                       |
| Klasse 7     | Vincent Dedisse      | Olivier Bruant   | Marc Hermel           |
| Klasse 8     | Stephan Knickmeier   | Roland Felleiter | Johny Jensen          |

1975 ·
1980 ·
1981 ·
1987 ·
1993 ·
1998 ·
2000 ·
2002 ·
2004 ·
2006 ·
2008 ·
2010 ·
2012 ·
2014 ·
2018 ·
2020
1963 ·
1964 ·
1965 ·
1966 ·
1967 ·
1968 ·
1969 ·
1970 ·
1971 ·
1972 ·
1973 ·
1974 ·
1975 ·
1976 ·
1977 ·
1978 ·
1979 ·
1980 ·
1981 ·
1982 ·
1983 ·
1984 ·
1985 ·
1986 ·
1987 ·
1988 ·
1989 ·
1990 ·
1991 ·
1992 ·
1993 ·
1994 ·
1995 ·
1996 ·
1997 ·
1998 ·
1999 ·
2000 ·
2001 ·
2002 ·
2003 ·
2004 ·
2005 ·
2006 ·
2007 ·
2009 ·
2010 ·
2011 ·
2013 ·
2015 ·
2016 ·
2017 ·
2019 ·
2020 ·